# 阿里斯特·霍格
阿里斯特·霍格（英語：Allister Hogg；1983年1月20日—）是一位蘇格蘭橄欖球運動員。他是蘇格蘭國家橄欖球隊的一員，代表蘇格蘭參加了2011年世界盃橄欖球賽。